# Фламаренс
Фламаре́нс (фр. Flamarens) — коммуна во Франции, находится в регионе Юг — Пиренеи. Департамент — Жер. Входит в состав кантона Мираду. Округ коммуны — Кондом.
Код INSEE коммуны — 32131.

## География
Коммуна расположена приблизительно в 560 км к югу от Парижа, в 70 км северо-западнее Тулузы, в 45 км к северу от Оша.

## Климат
Климат умеренно-океанический. Лето жаркое и немного дождливое, температура часто превышает 35 °С. Зимой часто бывает отрицательная температура и ночные заморозки. Годовое количество осадков — 700—900 мм.

## Население
Население коммуны на 2010 год составляло 122 человека.
| 1962 | 1968 | 1975 | 1982 | 1990 | 1999 | 2010 |
| ---- | ---- | ---- | ---- | ---- | ---- | ---- |
| 227  | 189  | 164  | 168  | 145  | 146  | 122  |

## Администрация
| Период | Период | Фамилия           | Партия                              | Примечания |
| ------ | ------ | ----------------- | ----------------------------------- | ---------- |
| 1947   | 2001   | Иван Дюком        | Французская коммунистическая партия |            |
| 2001   | 2020   | Ксавье Баллангьян | Разные правые                       |            |

## Экономика
В 2010 году среди 68 человек трудоспособного возраста (15-64 лет) 49 были экономически активными, 19 — неактивными (показатель активности — 72,1 %, в 1999 году было 68,4 %). Из 49 активных жителей работали 41 человек (22 мужчины и 19 женщин), безработных было 8 (3 мужчин и 5 женщин). Среди 19 неактивных 2 человека были учениками или студентами, 10 — пенсионерами, 7 были неактивными по другим причинам.

## Достопримечательности
- Церковь Св. Сатурнина (XVI век). Исторический памятник с 1993 года[5]
- Замок Фламаренс (XIII век). Исторический памятник с 1965 года[6]

## Фотогалерея

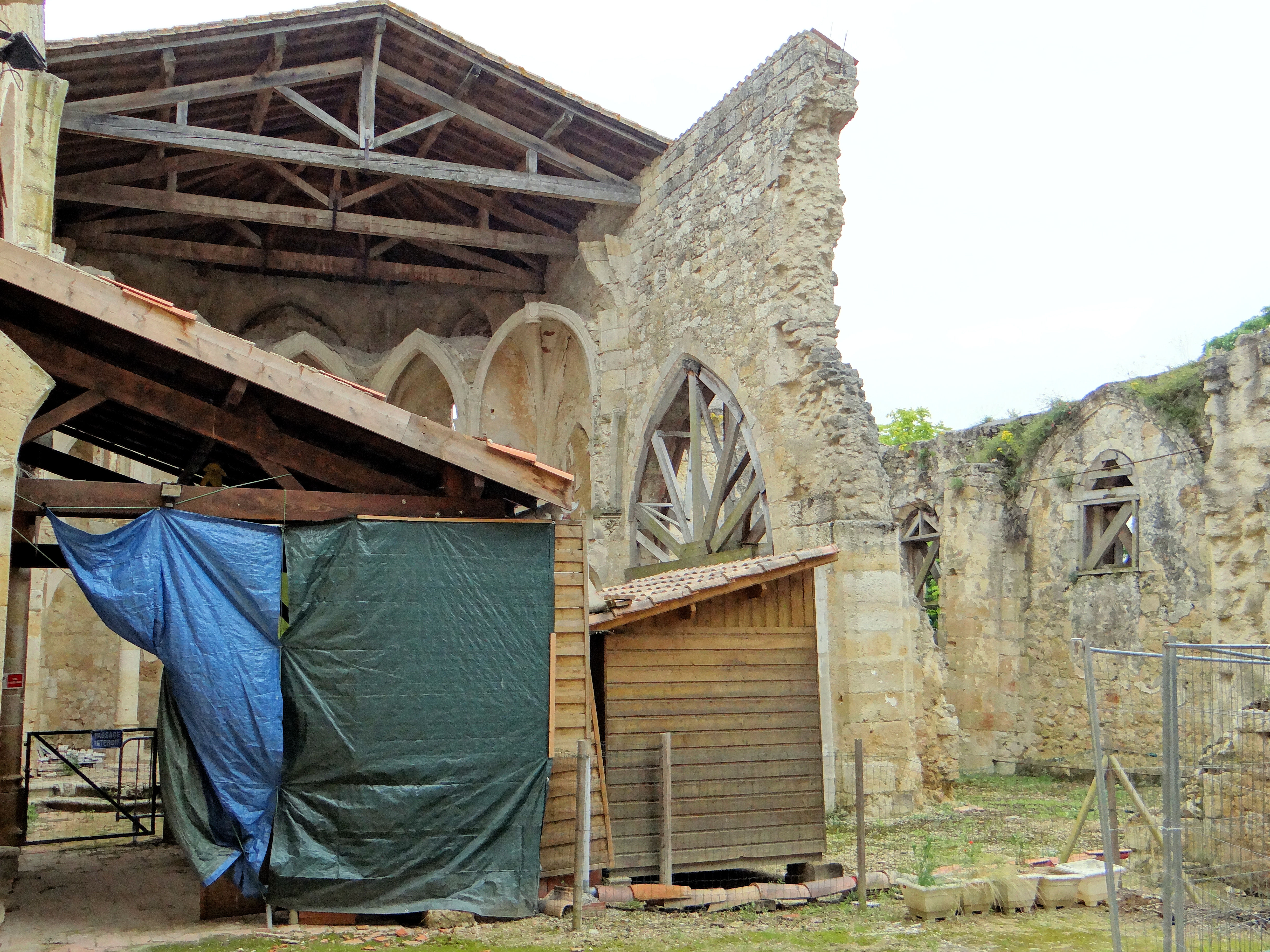
Церковь Св. Сатурнина
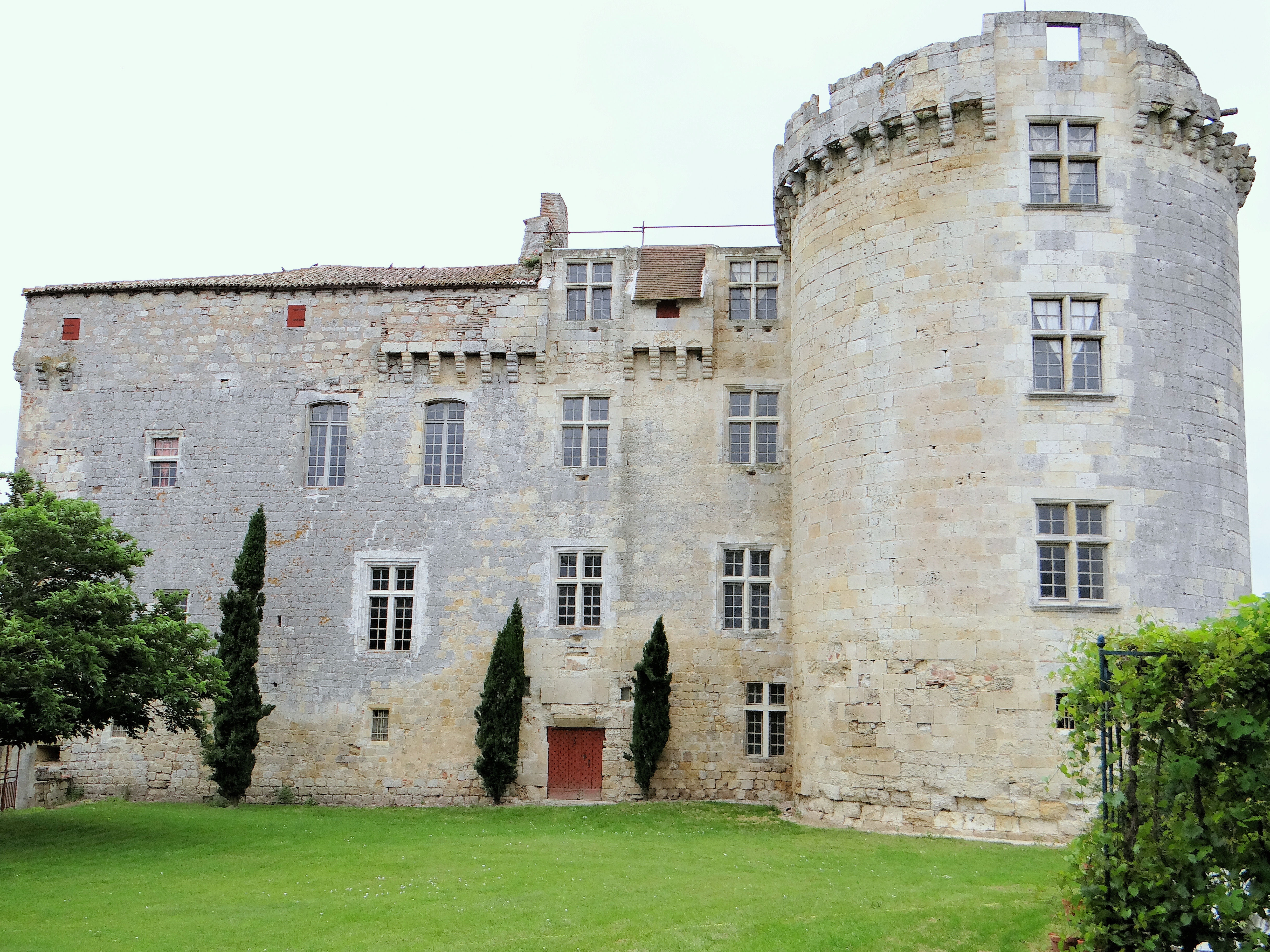
Замок Фламаренс
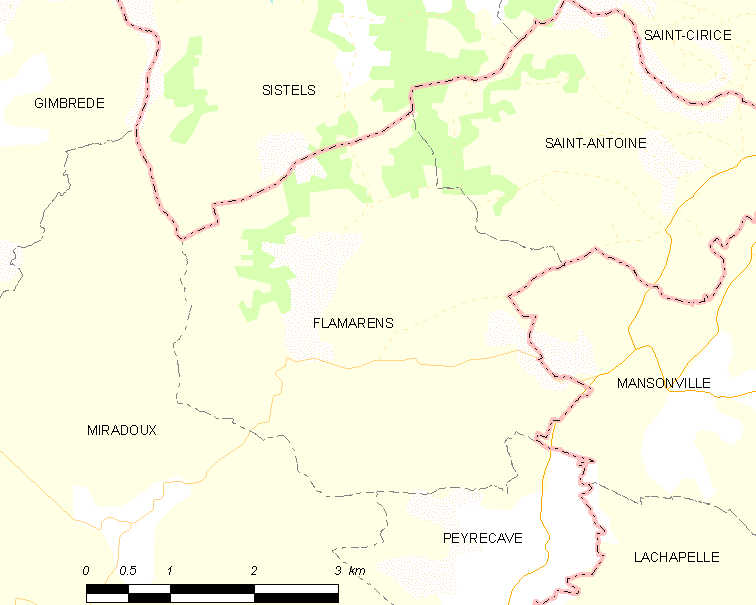
Карта коммуны